# Sutton Foster
Sutton Lenore Foster (Statesboro, 18 marzo 1975) è un'attrice, cantante e ballerina statunitense. Attiva in campo teatrale, televisivo e cinematografico, Foster è nota soprattutto come apprezzata interprete di musical a Broadway, dove ha vinto due Tony Award alla miglior attrice protagonista in un musical per Thoroughly Modern Millie (2002) e Anything Goes (2011).

## Biografia
Nata a Statesboro e cresciuta a Troy, Sutton Foster entrò nel mondo dello spettacolo a quindici anni come concorrente del reality Star Search; nello stesso periodo fece anche un provino per Il club di Topolino, ma senza successo. Nel 1993 lasciò il liceo per unirsi alla tournée del musical The Will Rogers Follies per la regia di Tommy Tune e conseguì il diploma per corrispondenza mentre recitava nel tour. Successivamente si immatricolò alla Carnegie Mellon University, ma lasciò l'università dopo un anno per dedicarsi a tempo pieno alla carriera teatrale.
Nel 1995 Foster si unì alla tournée statunitense del musical Grease nel ruolo della protagonista Sandy, un ruolo che tornò a ricoprire a Broadway nel 1996. Nel 1997 recitò a Broadway nel flop The Scarlet Pimpernel e in un revival di Annie, mentre nel 1998 debuttò a San Diego con What the World Needs Now; nel 1999 si unì alla tournée nazionale di Les Misérables nel ruolo di Eponine, un ruolo di cui era la sostituta a Broadway nel 2000. Quando le fu proposto di diventare la titolare del ruolo, Foster rifiutò per recitare nel musical Thoroughly Modern Millie a La Jolla, in cui interpretò l'eponima protagonista dopo che Kristin Chenoweth ed Erin Dilly avevano rifiutato la parte. Dopo aver recitato in produzioni regionali dei musical I tre moschettieri e South Pacific, Foster tornò a Broadway con la produzione del debutto newyorchese di Thoroughly Modern Millie; l'interpretazione dell'attrice fu accolta entusiasticamente da critica e pubblico e la sua interpretazione del personaggio della spumeggiante Millie le valse il Drama Desk Award, l'Outer Critics Circle Award ed il Tony Award alla miglior attrice protagonista in un musical.
Nel 2005 tornò a Broadway nell'adattamento teatrale di Piccole donne con Maureen McGovern; il musical fu un flop ma la Foster fu candidata al suo secondo Tony Award. Nel 2006 fu nuovamente a Broadway con The Drowsy Chaperone, in cui interpretava Janet van de Graaff; ancora una volta, la sua interpretazione fu accolta molto positivamente da critica e pubblico e le valse una candidatura al Tony Award, che però fu vinto dalla sua collega Beth Leavel. Nel 2007 tornò a Broadway con l'adattamento musicale di Frankenstein Junior con Roger Bart, Christopher Fitzgerald ed Andrea Martin; la sua performance nel ruolo di Inga le valse una candidatura al Drama League Award. Dopo aver recitato nei primi tre episodi di Flight of the Conchords, Foster lasciò la serie TV per interpretare la principessa Fiona in Shrek The Musical a Broadway (2009), un ruolo che le valse una candidatura al Tony Award e la vittoria dell'Outer Critics Circle Award. Sempre nello stesso anno recitò in una versione semiscenica del musical di Stephen Sondheim Anyone Can Whistle con Raúl Esparza e Donna Murphy, mentre tra il settembre 2010 e il maggio 2011 attraversò gli Stati Uniti con la sua tournée An Evening With Sutton Foster.
Nel 2011 tornò a Broadway con il musical Anything Goes, in cui interpretava la protagonista Reno Sweeney: l'interpretazione della Foster fu ancora una volta accolta con grandi plausi di critica e pubblico e le valse il Tony Award, il Drama Desk Award e l'Outer Critics Circle Award alla migliore attrice protagonista in un musical; Foster rimase nel cast del revival fino al marzo 2012, quando fu sostituita da Stephanie J. Block fino al termine delle rappresentazioni. Fresca del trionfo a Broadway, Sutton Foster fu scelta per interpretare la protagonista della nuova serie TV di Amy Sherman-Palladino A passo di danza; la performance di Foster nel ruolo dell'ex show-girl di Las Vegas Michelle fu accolta positivamente e le valse una nomination in occasione della 18ª edizione dei Critics' Choice Awards, ma la serie fu un flop e venne cancellata dopo la prima stagione. Dopo alcune altre esperienze televisive, l'attrice tornò a Broadway nel 2014 per recitare accanto a Joshua Henry nel musical Violet, per cui ottenne la sua sesta candidatura al Tony Award alla migliore attrice protagonista in un musical.
Nell'aprile 2015 fece il suo debutto alla Carnegie Hall e ottenne il ruolo principale di Liza Miller nella serie TV Younger, con Hilary Duff; questa volta la serie TV si rivelò un successo e Sutton Foster continuò a recitare nella parte della protagonista per tutte e sei le stagioni dello show, andato in onda fino al 2019. Nel 2017 ha interpretato la protagonista Charity nel musical Sweet Charity in scena nell'Off Broadway, per cui è stata candidata al Drama League Award. Nel 2019 ha recitato nel musical Into the Woods alla Hollywood Bowl con Patina Miller, Skylar Astin, Sierra Boggess, Anthony Crivello e Gaten Matarazzo. Nel 2021 fa il suo debutto sulle scene londinesi per tornare ad interpretare Reno Sweeney in un revival di Anything Goes al Barbican Centre, dieci anni dopo aver interpretato la stessa parte a Broadway. Nell'autunno dello stesso anno ritorna a Broadway in un revival di The Music Man con Hugh Jackman e diretto da Jerry Zaks; per la sua interpretazione ha ricevuto una candidatura al Tony Award alla migliore attrice protagonista in un musical e ha vinto il Drama League Award alla miglior performance.

### Vita privata
Sorella minore di Hunter Foster, Sutton Foster è stata sposata con Christian Borle, suo compagno di università, dal 2006 al 2010. Dopo il divorzio amichevole con Borle, l'attrice si è risposata con lo sceneggiatore Ted Griffin nell'ottobre 2014 e nel 2017 la coppia ha avuto la prima figlia, Emily Dale Griffin. I due hanno divorziato nel 2024.

## Filmografia

### Cinema
- 90 minuti a New York (The Angriest Man in Brooklyn), regia di Phil Alden Robinson (2014)
- Gravy, regia di James Roday (2015)

### Cortometraggi
- Just in Case, regia di Joshua Frankel (2008)
- The Nobodies, regia di Dusty Brown e Greg Bratman (2014)

### Televisione
- Star Search – talent show (1990)
- Flight of the Conchords – serie TV, episodi 1x04-1x05 (2007)
- Law & Order - Unità vittime speciali (Law & Order: Special Victims Unit) – serie TV, episodio 11x13 (2010)
- Sesamo apriti (Sesame Street) – sketch comedy, episodi 42x15, 43x06 (2011-2012)
- Royal Pains – serie TV, episodio 3x14 (2012)
- A passo di danza (Bunheads) – serie TV, 18 episodi (2012-2013)
- Psych – serie TV, episodio 8x09 (2014)
- Abito da sposa cercasi (Say Yes to the Dress) – reality show (2014)
- Elementary – serie TV, episodio 3x23 (2015)
- Younger – serie TV, 84 episodi (2015-2021)
- Mad Dogs – serie TV, episodio 1x08 (2016)
- The Good Wife – serie TV, episodio 7x22 (2016)
- Una mamma per amica: Di nuovo insieme (Gilmore Girls: A Year in the Life) – miniserie TV (2016)
- Instinct – serie TV, episodio 1x10 (2018)
- Into the Dark – serie TV, episodio 1x06 (2019)
- Un milione di piccole cose (A Million Little Things) – serie TV, episodio 2x12 (2020)
- La fantastica signora Maisel (The Marvelous Mrs. Maisel) – serie TV, episodio 5x07 (2023)

### Doppiatrice
- Dottoressa Peluche (Doc McStuffins) – serie animata, 4 episodi (2013-2020)
- Vampirina – serie animata, episodio 3x16 (2020)
- Solar Opposites – serie animata (2022-in corso)

## Teatro
- The Will Rogers Follies, tour statunitense (1992)
- Grease, tour statunitense (1995)
- Grease, Eugene O'Neill Theatre di Broadway (1996)
- Annie, Martin Beck Theatre di Broadway (1997)
- The Scarlet Pimpernel, Minskoff Theatre di Broadway (1997)
- What the World Needs Now, Old Globe di San Diego (1998)
- Les Misérables, tour statunitense (1999)
- Dorian, Goodspeed Theatre di Eas Haddam (2000)
- Les Misérables, Imperial Theatre di Broadway (2000)
- Thoroughly Modern Millie, La Jolla Playhouse di Millburn (2000)
- I tre moschettieri, American Musical Theatre di San Jose (2001)
- South Pacific, Civic Light Opera di Pittsburgh (2001)
- Thoroughly Modern Millie, Marquis Theatre di Broadway (2002-2004)
- Funny Girl, concerto a New York (2002)
- Chess, concerto a New York (2003)
- Snoopy! The Musical, Symphony Space di New York (2004)
- Me and My Girl, Civic Light Opera di Pittsburgh (2004)
- Little Women, Virginia Theatre di Broadway (2005)
- The Drowsy Chaperone, Ahmanson Theatre di Los Angeles (2005)
- The Drowsy Chaperone, Marquis Theatre di Broadway (2006-2007)

- Young Frankenstein, Paramount Theatre di Seattle (2007)
- Young Frankenstein, Hilton Theatre di Broadway (2007-2008)
- Shrek the Musical, 5th Avenue Theatre di Filadelfia (2008)
- Shrek The Musical, Hilton Theatre di Broadway (2008-2010)
- Anyone Can Whistle, City Center Encores! di New York (2010)
- They're Playing Our Song, Gerald W. Lynch Theatre di Broadway (2010)
- Trust, Second Stage Theatre di New York (2011)
- Anything Goes, Stephen Sondheim Theatre di Broadway (2011-2012)
- Violet, City Center Encores! di New York (2013)
- Violet, American Airlines Theatre di Broadway (2014)
- The Wild Party, City Center Encores! di New York (2015)
- Sweet Charity, Pershing Square Signature Center di New York (2016-2017)
- Thoroughly Modern Millie, Minskoff Theatre di Broadway (2018)
- My One and Only, Stephen Sondheim Theatre di Broadway (2018)
- Into the Woods, Hollywood Bowl di Los Angeles (2019)
- Anything Goes, Barbican Center di Londra (2021)
- The Music Man, Winter Garden Theatre di Broadway (2021)
- Once Upon a Mattress, New York City Center di New York (2023)
- Sweeney Todd, Lunt-Fontanne Theatre di Broadway (2024)
- Once Upon a Mattress, Hudson Theatre di Broadway (2024)

## Riconoscimenti
- Tony Award
  - 2002 – Miglior attrice protagonista in un musical per Thoroughly Modern Millie
  - 2005 – Candidatura per la miglior attrice protagonista in un musical per Little Women
  - 2006 – Candidatura per la miglior attrice protagonista in un musical per The Drowsy Chaperone
  - 2009 – Candidatura per la miglior attrice protagonista in un musical per Shrek: The Musical
  - 2011 – Miglior attrice protagonista in un musical per Anything Goes
  - 2014 – Candidatura per la miglior attrice protagonista in un musical per Violet
  - 2022 – Candidatura per la miglior attrice protagonista in un musical per The Music Man
- Critics' Choice Awards
  - 2013 – Candidatura per la miglior attrice in una serie TV commedia per A passo di danza
  - 2019 – Candidatura per la miglior attrice in una serie TV commedia per Younger
- Drama Desk Award
  - 2002 – Miglior attrice in un musical per Thoroughly Modern Millie
  - 2005 – Candidatura per la miglior attrice in un musical per Little Women
  - 2006 – Candidatura per la miglior attrice in un musical per The Drowsy Chaperone
  - 2009 – Candidatura per la miglior attrice in un musical per Shrek: The Musical
  - 2011 – Miglior attrice in un musical per Anything Goes
  - 2014 – Candidatura per la miglior attrice in un musical per Violet
  - 2019 – Candidatura per la miglior attrice in un musical per Sweet Charity
  - 2025 – Candidatura per la miglior interpretazione protagonista in un musical per Once Upon a Mattress
- Drama League Award
  - 2002 – Candidatura per la miglior performance per Thoroughly Modern Millie
  - 2005 – Candidatura per la miglior performance per Little Women
  - 2006 – Candidatura per la miglior performance per The Drowsy Chaperone
  - 2008 – Candidatura per la miglior performance per Young Frankenstein
  - 2009 – Candidatura per la miglior performance per Shrek: The Musical
  - 2011 – Candidatura per la miglior performance per Anything Goes
  - 2014 – Candidatura per la miglior performance per Violet
  - 2019 – Candidatura per la miglior performance per Sweet Charity
  - 2022 – Miglior performance per The Music Man
- Grammy Award
  - 2012 – Candidatura per il miglior album di un musical teatrale per Anything Goes
- Premio Laurence Olivier
  - 2022 – Candidatura per la migliore attrice in un musical per Anything Goes
- Lucille Lortel Award
  - 2017 – Candidatura per la migliore attrice protagoniast in un musical per Sweet Charity
- Outer Critics Circle Award
  - 2002 – Miglior attrice in un musical per Thoroughly Modern Millie
  - 2005 – Candidatura per la miglior attrice in un musical per Little Women
  - 2006 – Candidatura per la miglior attrice in un musical per The Drowsy Chaperone
  - 2009 – Miglior attrice in un musical per Shrek: The Musical
  - 2011 – Miglior attrice in un musical per Anything Goes
  - 2014 – Candidatura per la miglior attrice in un musical per Violet

## Doppiatrici italiane
Nelle versioni in italiano delle opere in cui ha recitato, Sutton Foster è stato doppiato da:
- Sabrina Duranti in Younger
- Chiara Colizzi in A passo di danza
- Selvaggia Quattrini in Psych
- Francesca Fiorentini in Elementary
- Stella Musy ne La fantastica signora Maisel